# Скрыпник, Николай Алексеевич
Никола́й Алексе́евич Скры́пник (укр. Мико́ла Олексі́йович Скри́пник; 13 [25] января 1872 года, с. Ясиноватая Екатеринославской губ. — 7 июля 1933 года, Харьков) — участник революционного движения в России и Украине, социал-демократ, большевик; украинский советский политический и государственный деятель, нарком внутренних дел УССР (1921), нарком юстиции и генеральный прокурор УССР (1922—1927), нарком образования Украины (1927—1933), а с 23 февраля 1933 года до своего самоубийства в июле того же года — заместитель Председателя Совнаркома УССР и председатель Госплана УССР. Академик АН УССР (29.06.1929, по истории).
Кандидат в члены ЦК партии (VI съезд, XII—XIV съезды), член ЦК партии (XV—XVI съезды). Член ИККИ (VI конгресс).

## Биография
Родился в селе Ясиноватая Бахмутского уезда Екатеринославской губернии в семье железнодорожного служащего. Начальное образование получил в Барвенковской двухклассной сельской школе, а дальше — в Изюмском реальном училище в Харьковской губернии и реальном училище в Курске. Много занимался политическим самообразованием, изучал марксистскую литературу. С 1897 года считал себя сознательным членом социал-демократической партии.
В 1900 году поступил в Петербургский технологический институт, где целиком погрузился в революционное движение. Активный участник марксистского кружка, член Петербургской социал-демократической группы «Рабочее знамя». «Боевое крещение» получил в марте 1901 года во время демонстрации протеста против политических преследований студентов Киевского университета. Тогда впервые арестован и выслан в Екатеринослав. Затем последовали одно за другим новые наказания и заключение. Всего арестовывался 15 раз, 7 раз ссылался. В сумме был осужден на срок 34 года и один раз приговорен к смертной казни, 6 раз бежал.
Глассон, Петербуржец, Валерьян, Г. Ермолаев, Щур, Щенский — это далеко не полный перечень псевдонимов, которыми пользовался Н. Скрыпник, ведя революционную работу в городах Петербург, Екатеринослав, Царицын, Саратов, Одесса, Рига и многих других. Был участником легальных всероссийских съездов: кооперативных предприятий (1908), фабрично-заводских врачей и представителей промышленности (1909). Принимал активное участие во многих партийных изданиях, начиная с «Искры». В 1913 году редактировал большевистский легальный журнал «Вопросы страхования», в 1914 году входил в состав редколлегии газеты «Правда».
Вернувшись после Февральской революции из Моршанска Тамбовской губернии, места очередной ссылки, в Петроград, избирается секретарем Центрального совета фабрично-заводских комитетов. Во время Октябрьского вооруженного восстания — член Военно-революционного комитета при Петроградском совете рабочих и солдатских депутатов.
С декабря 1917 года жизнь и деятельность Н. Скрыпника связана с Украиной, куда он прибыл по распоряжению В. Ленина. Некоторое время он колебался. Неуверенность была вызвана слабым знанием украинских условий, запутанностью, противоречивостью процессов на Украине, где все более обострялось противостояние между СНК России и УЦР.

В автобиографии Н. Скрыпник так описал приезд и начальный период работы на Украине: 
Первый Всеукраинский съезд Советов вызвал меня на Украину и избрал народным секретарем труда, а затем торговли и промышленности. Провел I Всеукраинскую конференцию крестьянских депутатов в январе 1918 года в Харькове. После того, как Киев взяли немецкие войска, конференция представителей Советов в Полтаве избрала меня председателем Рабоче-крестьянского правительства Украины и народным секретарем иностранных дел, это утвердил и II Всеукраинский съезд Советов в Екатеринославе в марте 1918 года На последнем заседании ЦИК Украины в Таганроге в апреле 1918 года меня избрали в повстанческий Народный секретариат, там же на партийном совещании избран также членом и секретарем Организационного бюро по созыву I съезда КП(б)У, который избрал меня кандидатом ЦК КП(б)У, а с декабря 1918 года я вошёл в ЦК. В том же 1918 году ЦК направил меня для работы в ВЧК, где я был членом коллегии и заведующим отделом по борьбе с контрреволюцией. В январе 1919 года снова вошёл в состав рабоче-крестьянского правительства УССР народным комиссаром государственного контроля.
Находясь на должности народного секретаря, Н. Скрыпник к любому вопросу подходил из общенациональных интересов. В частности, он, практически в одиночку, боролся против выделения из состава Украины Донецко-Криворожской области и создания на её базе Донецко-Криворожской Советской Республики. Когда в связи с неудачами в борьбе против австро-германских войск в советском правительстве Украины возник кризис, Н. Скрыпника 4 марта 1918 года назначили главой Народного секретариата.

### Председатель Народного Секретариата

Скрыпник в 1920-х годах

Как большевик Н. Скрыпник поддерживал позицию В. Ленина на переговорах в Брест-Литовском (ныне Брест, Белоруссия). Вместе с тем как глава украинского советского правительства старался организовать отпор нашествию австро-германских оккупантов. Принципиально определиться в непростой ситуации предстояло II Всеукраинскому съезду советов, созыв которого стал важнейшей задачей советского актива. Н. Скрыпник произнес на съезде (17-19 марта 1918 года) главные доклады — о текущем и политическом моменте.
Большевики не имели преимущества на съезде: вначале они составляли вторую по численности фракцию — 401 делегат против 414 левых эсеров. Однако, опираясь на левые элементы из других партий (левые украинские социал-демократы, максималисты), они добились проведения своих решений. Большинство делегатов Всеукраинского съезда после долгой борьбы поддержали курс VII съезда РКП(б) на мирную передышку и согласились с Брестским миром. Учитывая условия последнего, которые разрывали связь Украины с Россией, съезд объявил Украину независимой советской республикой и заявил, что взаимоотношения республик остаются прежними.

Для информации о решении съезда, а также для достижения договоренности о форме взаимоотношений между РСФСР и Советской Украиной в конце марта было решено направить в Москву чрезвычайное полномочное посольство ЦИК советов Украины и Народного секретариата. В специальном мандате значилось:
 «Именем Украинской рабоче-крестьянской Республики. Рабоче-крестьянское правительство Украины — Центральный Исполнительный Комитет Всеукраинского Совета рабочих, крестьянских и солдатских депутатов и Народный Секретариат Украинской Народной Республики уполномачивает Чрезвычайное Полномочное Посольство декларировать самостоятельность Украинской Советской Федеративной Республики перед Правительством Российской Советской Федеративной Республики и вести переговоры с Советом Народных Комиссаров относительно заключення договора между обеими Советскими Федерациями — Российской и Украинской».
Чрезвычайное полномочное посольство возглавил глава Народного секретариата и народный секретарь иностранных дел Скрыпник.
В Москве Скрыпник сразу подготовил статью «Новое состояние революции на Украине», в которой сделал попытку дать полную и точную информацию о событиях в республике, которые часто освещались неверно российской печатью. В статье речь шла о расстановке сил, настроениях масс, отношении к Брестскому миру, взаимоотношениях с левыми эсерами, перспективах революционной борьбы. Специально выделялся раздел «Цель приезда в Москву», в котором говорилось:
 «Нас послал Центральный Исполнительный Комитет украинских Советов и Народный Секретариат, чтобы официально заявить перед Советом Народных Комиссаров и Всероссийским Центральным Исполнительным Комитетом о провозглашении вторым Всеукраинским съездом Советов независимости Украины. Мы приехали как посольство от независимого государства, чтобы заявить, что наше отношение к Российской Федерации будет целиком дружественным.
 Мы хорошо понимаем, что в данный момент Советская власть России не может нам прийти на помощь, но мы надеемся на свои собственные силы, которые возрастают с каждым днем…».
После выступления Скрыпника на заседании ВЦИК РСФСР 1 апреля и объявления декларации полномочного посольства Советской Украины на заседании СНК 3 апреля правительство России приняло резолюцию, в которой высказало своё «сочувствие героической борьбе трудящихся и эксплуатируемых масс Украины».
Скрыпник считал разрыв федеративных связей между советской УНР и РСФСР сугубо формальным, а объединение обеих республик нерушимым. Однако тогда же возникло осложнение в отношениях между руководством советских образований. В ответ на требование наркома по делам национальностей РСФСР И. Сталина к украинцам бросить «играть в правительство и республику», а украинскому советскому центру оставить Таганрог, Скрыпник через два дня отправил в Москву ответную телеграмму, в которой содержался протест против высказываний одного из ключевых деятелей РКП(б) и РСФСР: «ЦИК Советов Украины и Народный секретариат имеет источником своих действий не то или иное отношение того или иного наркома Российской Федерации, а волю трудящихся масс Украины». Неприятный эпизод, возможно, наложил свой отпечаток и на дальнейшие личные отношения Сталина со Скрыпником, которые временами приобретали довольно критическую окраску.
Народному секретариату Украины, его главе пришлось работать в экстремальных условиях военного времени, неудержимого процесса территориальных потерь Советской Украины по мере её оккупации иностранными войсками (менее чем за три месяца правительство сменило пять мест пребывания — Харьков — Киев — Полтава — Екатеринослав — Таганрог). Статус Украины как национально-государственного образования не упрочился, постоянно изменялся под влиянием факторов политического, дипломатического характера, в частности — условий Брестского мира.

### Создание КП(б)У
К весне 1918 года большую актуальность приобрел процесс объединения большевистских организаций во всеукраинском масштабе, образование партийного центра. Н. Скрыпник взял на себя в этом деле одну из определяющих ролей. Он не встал ни на платформу приверженцев «левых» взглядов, которые отстаивали форсирование восстания против оккупантов и создание с этой целью отдельной Компартии Украины, ни на позицию сторонников правых взглядов, которые исходили из того, что без помощи со стороны России восстание является бесперспективным, внутренних сил для него недостаточно, а Компартия Украины должны обязательно быть составной частью РКП(б).
На Таганрогском партийном совещании (19-20 апреля 1918 года) Н. Скрыпник предложил резолюцию, которая отбрасывала и правые «меньшевистско-соглашательские» предложения, и «эсеровский чистый инсуррекционизм» сторонников «левых» взглядов. Участники совещания большинством голосов согласились с ним и сочли необходимым организовать партизанско-повстанческую борьбу в тылу немецко-австрийских войск, определили курс на подготовку восстания против оккупантов и их пособников, подчеркнули «зависимость успеха этого восстания от сохранения и укрепление Советской власти в Российской Федерации и от дальнейшего развития мировой социалистической революции».
Проекту резолюции Э. Квиринга: «Создать автономную партию со своим Центральным Комитетом и со своими съездами, но подчиненную общему Центральному Комитету и съездам Российской коммунистической партии» Н. Скрыпник противопоставил свой проект: «Создать самостоятельную коммунистическую партию, которая имеет свой Центральный Комитет и свои партийные съезды и связанную с Российской коммунистической партией через международную комиссию (III Интернационал)».
Участники совещания большинством голосов снова поддержали Н. Скрыпника. Среди тех, кто голосовал за предложенную им резолюцию, были и единомышленники Г. Пятакова и Г. Лапчинського «левые коммунисты», сторонники образования отдельной коммунистической партии на Украине. Их расчет был простым — организационно оторванная от РКП(б) КП(б)У станет орудием для срыва Брестского мира. Для подготовки съезда большевистских организаций Украины было предназначено организационное бюро, к которому вошли А. Бубнов, Я. Гамарник, В. Затонский, С. Косиор, И. Крейсберг и др. Возглавил оргбюро (стал его секретарем) Н. Скрыпник. По его же предложению постановили назвать будущую республиканскую партийную организацию Коммунистической партией (большевиков) Украины. Совещание не приняло предложения полтавской группы большевиков и «левых» украинских социал-демократов назвать партию «Украинской Коммунистической партией», поскольку это бы противоречило её интернациональному характеру, а также отклонила предложенную Э.Квирингом название партии «РКП(б) на Украине».
Однако на I съезде КП(б)У (5-12 июля 1918 года, Москва) Н. Скрыпник не смог укрепить своих позиций. Предложенные им проекты резолюций, в частности, принципиально важная — о текущем моменте, были заблокированы. Как и на Таганрогском совещании, он предложил съезду редакцию документа об образовании отдельной, организационно самостоятельной Компартии Украины. Однако в процессе дискуссии выяснилось, что её автор не имеет аргументированной, четко выстроенной логической схемы. Н.Скрыпник после обсуждения проектов резолюций снял свой вариант. Было принято предложение Э. Квиринга об образовании КП(б)У на правах областной организации РКП(б). Судя по всему, снятие собственной резолюции по голосованию и одобрению другой резолюции Н. Скрыпник не воспринял как собственное поражение. Преимущество, как и всегда, было дано представлению о революционной целесообразности, о наиболее эффективной форме жизнедеятельности партийного организма.
8 июля 1918 года в докладе на I съезде КП(б)У Н. Скрыпник провозгласил главным заданием рабочего класса «не дать создать помещикам и капиталистам, контрреволюционерам аппарат и силу, которая могла бы взять власть в свои руки».
Коммунистическую партию Украины Н. Скрыпник всегда считал своим детищем. Правда, судьба сложилась так, что ему никогда не пришлось возглавлять КП(б)У, хотя, казалось бы, оснований для этого у него было не меньше, чем в других, а соответствующие планы время от времени возникали. Довольно распространено мнение, что это связано с ошибочной позицией М. Скрыпника в вопросе об образовании партии на I съезде КП(б)У, которую, будто бы, ему не могли простить ни В.Ленин, ни ЦК РКП(б), ни партийный актив Украины.
Однако убедительными и логическими такие соображение признать нельзя. Первыми секретарями ЦК КП(б) избрали Г. Пятакова, Э. Квиринга, С. Косиора, которые по многим принципиальным вопросам того нелегкого времени нередко придерживались, как официально оценивалось в соответствующих документах, «ошибочных взглядов».
Очевидно, большую роль играли другие мотивы. Н. Скрыпник, как правило, не примыкал ни к одному из течений, которые тогда сформировались и проявляли себя нередко с полярных позиций. Он никогда не стремился к фракционности, к объединению вокруг себя какой-то группы людей, всегда хотел быть выше такого поведения, надеялся, что принципиально отстаивает общепартийный интерес. И пока шла борьба между представителями «левых» и правых, он, естественно, не мог реально претендовать на первую роль в партии, за которую нередко шло отчаянное соперничество.

### Работа в ВЧК
С июля 1918 по декабрь 1918 Скрыпник был заведующим отделом ВЧК по борьбе с контрреволюцией. На заседаниях президиума коллегии отдела им неоднократно выносились постановления о высшей мере наказания для контрреволюционеров. В декабре 1918 и январе 1919 года Скрыпник — заведующий секретно-оперативным отделом ВЧК. Затем снова в правительстве

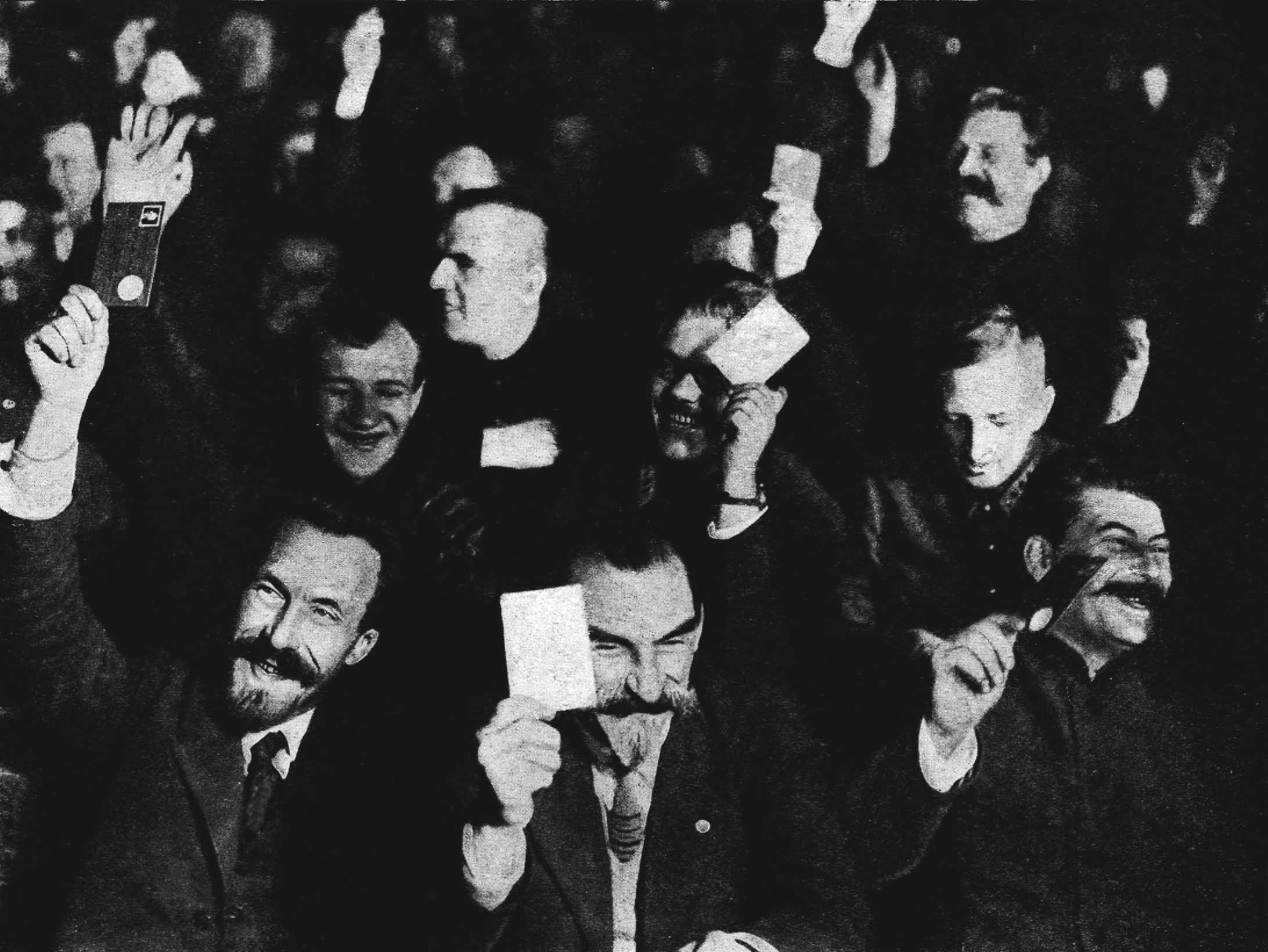
XV съезд ВКП(б), спереди Рыков, Скрыпник, Сталин

С января 1919 года народный комиссар Госконтроля и Верховной социалистической инспекции, содействует налаживанию функционирования советского аппарата республики. С наступлением белогвардейской армии А. Деникина он находился на фронтах: начальник политотдела Гомельского укрепленного района, начальник особого отдела Юго-Восточного (Кавказского) фронта (или Юго-Западного?)[уточнить].

### После гражданской войны
Возвратившись после разгрома «деникинщины» на должность народного комиссара рабоче-крестьянской инспекции (май 1920 года), Н. Скрыпник в июле становится одновременно руководителем полномочного представительства Наркомата рабоче-крестьянской инспекции РСФСР на Украине. 13.07.1921 назначен наркомом внутренних дел. Кроме того, он возглавлял Всеукраинскую комиссию по истории Октябрьской революции и КП(б)У (Истпарт), Главное архивное управление при Наркомобразе (Главархив), Центральный совет защиты детей, Украинскую комиссию по учёту и распределению эвакуируемых учреждений и лиц (Евакком), руководил работой ряда других государственных и общественных организаций, был членом многих ответственных институтов и комиссий. Он стал членом Президиума ВУЦИК, активно участвовал в заседаниях Совнаркома.
В январе 1922 года его, при отсутствии главы правительства Х. Раковского (находился в командировке), на короткое время назначили заместителем председателя Совнаркома, а ВУЦИК — даже временно исполняющим обязанности главы правительства Украины (с сохранением на должности наркома внутренних дел). Однако буквально через несколько дней заместителем председателя СНК стал Д. Мануильский, а за Н. Скрыпником оставили лишь наркомовские прерогативы. В апреле 1922 года перемещён на должность наркома юстиции Украины. В июле-августе 1922 р. Н. Скрыпник снова работал заместителем председателя РНК, а с января-февраля 1923 года занял должность Генерального прокурора республики, оставаясь наркомом юстиции.
В 1927—1933 годах — нарком просвещения УССР, активный проводник «украинизации». Один из инициаторов создания журнала «Літопис революції». Сотрудничал с журналом «Червоний шлях».
В 1932 — начале 1933 года Скрыпник фактически выступал против повышенных темпов хлебозаготовки, о чём специально подчеркнул в своем письме к Сталину Каганович летом 1932 года

### Кампания против Скрыпника
На самоубийство Н. Скрипника из эмиграции откликнулся Владимир Винниченко: «Скрипник лишил себя жизни… Чтобы своей смертью дать лозунг другим товарищам, которые хотят быть честными, искренними, последовательными коммунистами, чтобы доказать им, что его политика не была ошибочна, не была в интересах его амбиций, или выгод, или каких-то иных личных национальных намерений. Ибо какой аргумент может быть убедительнее смерти?..»
В феврале 1933 года Скрыпника освободили от должности наркома образования и назначили на должность главы Госплана и заместителя председателя Совета народных комиссаров УССР.
В последний год жизни Скрыпника против него велась интенсивная кампания. В его произведениях неустанно выискивались «извращение ленинизма», «националистические ошибки», «вредительство в языкознании» и деятельности наркомобраза Украины.
Острия последних пленумов ЦК КП(б)У, на которых присутствовал Скрыпник (февральский и июньский), в большинстве своём были направлены против него. Относительно него выдвигали требование составить покаянный документ с признанием своих «ошибок». Неоднократно этот вопрос выносился и на заседания Политбюро ЦК КП(б)У, на которых рассматривались объяснения Н. Скрыпника, и все они признавались неудовлетворительными.

### Самоубийство
7 июля 1933 года в начале очередного заседания Политбюро, где снова стоял вопрос о документе Н. Скрыпника, он оставил зал заседаний и покончил с собой в собственном кабинете в Госпроме. Похоронен в Харькове.
Посмертная кампания вокруг Н. Скрыпника началась на ноябрьском (1933) объединённом пленуме ЦК и ЦКК КП(б)У, в резолюции которого уже говорилось об оформлении «нового националистического уклона в рядах партии, возглавляемого Н. А. Скрыпником». 27 марта 1934 года Политбюро ЦК КП(б)У приняло специальное постановление «Об изъятии произведений Н. Скрыпника».
Скрыпник оставил большое литературное и научно-публицистическое наследие, отличающееся значительным количеством работ (свыше 600) и широтой тематики. Внимание автора привлекали проблемы из разных областей науки и культуры — истории, национального вопроса, теории и практики государственного и партийного строительства, экономики, права, литературы и искусства, других областей знаний. Свыше 160 произведений Н. Скрыпника вошли в 1929—1931 гг. в собрание его статей и речей в 5 томах (7 книгах), которое оказалось незавершённым (не увидели света 3-й том и 2-я часть 4-го тома).

## Вклад в социально-культурное развитие

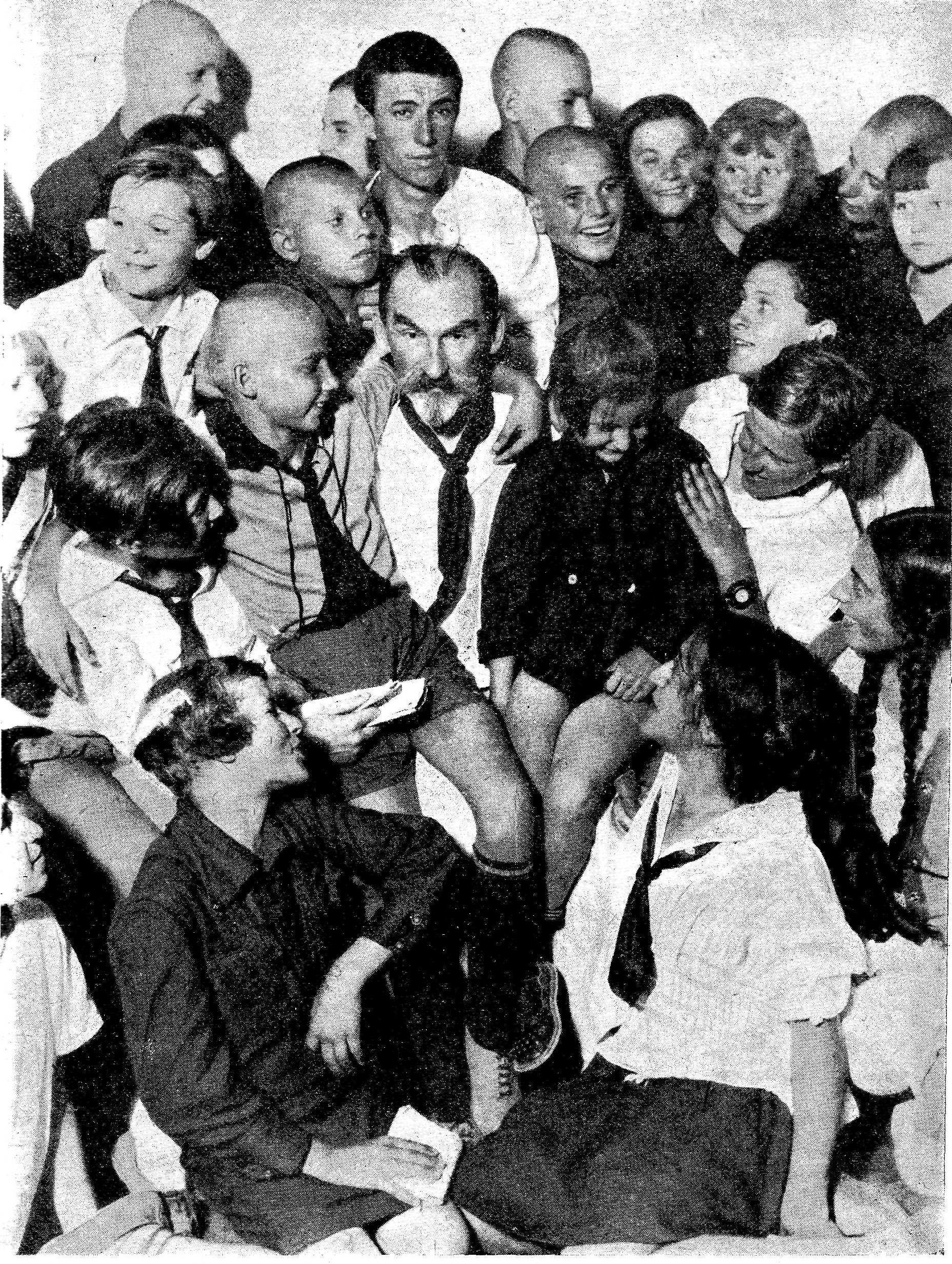
Скрыпник и пионеры

Важной была роль Скрыпника в подготовке важнейших государственных документов — конституций Союза ССР и Украинской СРР — он входил в состав союзной и республиканской комиссий 18 из подготовки соответствующих проектов, активно участвовал в дискуссиях относительно принципов взаимоотношений в федеративном государстве, прав и обязанностей её отдельных субъектов. Скрыпник направлял процесс создания базовых документов функционирования тогдашнего украинского общества — гражданского, уголовного, земельного, семейного кодексов и т. п. Правда, при этом согласно тогдашним традициям нередко допускались важные отступления от научных основ, их подмена логикой и практикой «революционной целесообразности».
В 20-е гг. Н. Скрыпник много и плодотворно занимается разработкой теории национального вопроса, поисками путей оптимального решения украинской проблемы в процессе строительства социализма. Его авторитет в этой области был неопровержим не только на Украине, но и вообще в СССР. Скрыпник был участником всех масштабных публичных дискуссий, форумов, на которых обсуждались актуальные вопросы развития многонационального государства, национального возрождения и развития в союзных республиках. Скрыпник курировал вопросы орфографической реформы украинского языка (т. наз. «харьковское правописание», принятое в 1920—1930 гг., именуется также «Скрыпниковским»).
Значительный вклад Скрыпника в решение вопросов национально-государственного и культурного строительства на Украине: с марта 1927 года до начала 1933 года он возглавлял народный комиссариат образования УССР. Наркомат тогда руководил развитием общего начального и среднего образования, высшей школы, науки, литературы, театра, кино, музыки, изобразительного искусства. При наркомате образования существовали отделы: Главнауки (в ведении были все научно-исследовательские учреждения, включая УАН); Главполитпросвета, направлявшего деятельность городских и сельских клубов, изб-читален, библиотек, а также соответствующих учебных заведений; Главлита, который контролировал издательский процесс в республике. Ему было подчиненное и Государственное издательство Украины с Книжной палатой.
Параллельно с этим Н. Скрыпник занимал пост директора Всеукраинского института марксизма-ленинизма (ВИМЛ), руководил Ассоциацией историков, был секретарем фракции УАН, главным редактором Украинской советской энциклопедии, входил в состав редакционной коллегии журнала Більшовик України, заведовал кафедрой национального вопроса. И все свои возможности он старался максимально использовать для всестороннего развития наций, осуществление политики украинизации. Были достигнуты значительные успехи в деле подготовки кадров разного уровня квалификации из представителей коренной национальности, важного расширения сферы употребления украинского языка, развития украинской культуры, создание благоприятных возможностей для активизации национально-культурной жизни за пределами УССР. Вместе с тем много делалось для обеспечения национально-культурного развития всех национальных меньшинств, которые проживали на Украине. Усилиями Н. Скрыпника и его окружение УССР было преобразовано в своеобразную лабораторию решения национального вопроса. Однако демократическая, гуманистическая направленность этого процесса постепенно входила в непримиримое разногласие с укреплением тоталитарной системы в СССР. Да и сам Н. Скрыпник не мог примирить, органически соединить боровшиеся в нём два начала — как можно больше послужить родному народу и как можно последовательнее осуществлять интернациональный курс, на практике отождествлявшийся с преобразованием СССР из федеративного государства в унитарное, где все больше ограничивались возможности национального обустройства. Причастность к украинизации начала квалифицироваться (уже с 1926 года) как враждебная социализму.

## Память
Лишь спустя три десятилетия, в 1962 году согласно постановлению президиума ЦК Компартии Украины «О 90-летии со дня рождения Н. Скрыпника» встал вопрос об издании его произведений. Тем не менее выполнение этой задачи растянулось ещё почти на 30 лет: сборник его избранных произведений вышел в свет лишь в 1991 году.
В 1968 году в Харькове на ул. Пушкинской поставлен памятник Н. А. Скрыпнику (скульптор М. Ф. Овсянкин, архитектор В. Г. Гнездилов).
В Киеве, Львове и на его родине в Ясиноватой есть улицы Николая Скрыпника.
28 марта 1990 года ЦК Компартии Украины специальным постановлением признал, что политические обвинения Н. А. Скрыпника в так называемом национал-уклонизме основывались на сфальсифицированных материалах и искажённых представлениях о его взглядах и деятельности и постановил считать Н. А. Скрыпника реабилитированным в партийном отношении (посмертно).

## Семья
Жена — Раиса Леонидовна Хавина-Скрыпник (1904, Гомель — 1938, Коммунарка, расстреляна). После самоубийства Скрыпника её арестовали, однако вскоре выпустили. Она переехала в Москву, где работала инженером рецептурной комиссии «Анилтреста», жила по адресу: ул. Долгоруковская 5. В 1938 году её вновь арестовали и казнили 20 августа 1938 года, сын Николай был отправлен в детдом и погиб на фронте во время войны.

## Киновоплощение
- 1970 — «Семья Коцюбинских». В роли Николая Скрыпника — Александр Бобровский